# Callithea eudia
Callithea eudia är en fjärilsart som beskrevs av Johannes Karl Max Röber 1913. Callithea eudia ingår i släktet Callithea och familjen praktfjärilar. Inga underarter finns listade i Catalogue of Life.